# Robert Montgomery (poète)
Pour les articles homonymes, voir Robert Montgomery.
Robert Montgomery est un poète anglais né à Bath en 1807 et mort à Brighton en 1855.

## Biographie
Il commence par publier un journal hebdomadaire, The Inspecter (1827), qui disparait bientôt, puis fait paraître deux recueils poétiques : The Slagecoach et The Age reviewed (1827), suivis d’un poème : The Omnipotence of the Deity (IS28), dont la vogue est prodigieuse. Montgomery continue à mettre au jour des écrits religieux qui obtiennent également un grand succès.
Il résolut ensuite de se consacrer à l’état ecclésiastique, étudie à Oxford, est ordonné ministre en 1835, et devient successivement desservant à Whittington, à Glasgow (1838), à Londres (1843), où ses sermons attirent beaucoup de monde.
Ses ouvrages, d’abord trop vantés, font l’objet de vives critiques, surtout de la part de Macaulay. Ils sont écrits avec une facilité souvent élégante et gracieuse et ne manquent pas d’élévation ; mais ce qui y domine, c’est la banalité et le vague des idées, l’enflure du style, la bassesse des images.
« Les écrits de Montgomery, dit Macaulay, sont à la vraie poésie dans le même rapport qu’est un tapis de Turquie à un tableau. Il y a dans le tapis de Turquie des couleurs dont on pourrait composer un tableau ; de même il y a dans les ouvrages de M. Montgomery des mots qui, disposés dans un certain ordre et d’après certaines combinaisons, ont fui et continueront à faire de la bonne poésie. Mais, tels qu’ils sont arrangés maintenant, ils semblent être mis ensemble de façon à ne donner aucune idée de ce qui existe réellement dans les cieux, sur la terre ou dans les eaux, au-dessous de la terre. »

## Œuvres
Outre les écrits déjà mentionnés, nous citerons de Montgomery : Prière universelle, la Mort, vision du ciel et de l’enfer (Londres, 1823, in-8°) ; Satan (Londres, 1829) ; Oxford (Londres, 1831) ; le Messie (Londres, 1832) ; la Femme, ange de la vie (Londres, 1833) ; Luther ou l’Esprit de réforme (Londres, 1842) ; Méditations sacrées (Londres, 1842) ; la Vie chrétienne (Londres, 1849) ; la Lyre chrétienne (Londres, 1851) ; le Sanctuaire (Londres, 1855), etc.

## Source
« Robert Montgomery (poète) », dans Pierre Larousse, Grand dictionnaire universel du XIXe siècle, Paris, Administration du grand dictionnaire universel, 15 vol., 1863-1890 [détail des éditions].